# Bousalem
Bousalem este un oraș în Guvernoratul Jendouba, Tunisia.